# Canevas (théâtre)
Pour les articles homonymes, voir Canevas.
Au théâtre, particulièrement dans la Commedia dell'Arte, le canevas est un synopsis schématisant les lignes principales du scénario. Habituellement mémorisé, souvent consigné par écrit (mais pas toujours), le canevas précise nettement chacune des phases narratives du déroulement du spectacle sans entrer dans le détail méticuleux du jeu, des déplacements des acteurs ou du contenu textuel des répliques. Tout en suivant les étapes du canevas, les acteurs sont donc chargés d'en meubler l'action par leur jeu effectif, par leur texte semi-improvisé et par les lazzis. Le jeu varie donc à chaque représentation tandis que le canevas demeure stable.  